# Centropogon altus
Centropogon altus är en klockväxtart som beskrevs av Franz Elfried Wimmer. Centropogon altus ingår i släktet Centropogon och familjen klockväxter. Inga underarter finns listade i Catalogue of Life.